# روز اولتنیا
روز اولتنیا (رومانیایی: Ziua Olteniei) یک تعطیلی محلی در رومانی است که هر ساله در ۲۱ مارس برگزار می‌شود. این روز یادآور ورود تودور ولادیمیرسکو، انقلابی رومانیایی، به بخارست در ۲۱ مارس ۱۸۲۱، در جریان قیام والاچیا در ۱۸۲۱ است.

## تاریخچه
قیام والاچیا در سال ۱۸۲۱ در اولتنیا، جایی که تودور ولادیمیرسکو در آن متولد شد، آغاز گردید. او انقلاب را در ۴ فوریه ۱۸۲۱، با اعلامیه پادش شروع کرد. در ۲۱ مارس ۱۸۲۱، ولادیمیرسکو و ارتش انقلابی او وارد بخارست شدند. روز اولتنیا رسماً به عنوان یک تعطیلی در ۱۳ آوریل ۲۰۱۷، توسط قانون شماره ۶۵/۲۰۱۷، توسط رئیس جمهور کلاوس یوهانیس اعلام شد و در همان روز در Monitorul Oficial منتشر شد. پیشنهاد این تعطیلی در ابتدا توسط سنای رومانی در ۱ نوامبر ۲۰۱۶ و توسط مجلس نمایندگان رومانی در ۲۱ مارس ۲۰۱۷ تصویب شد. این تعطیلی برای اولین بار توسط گروهی متشکل از ۲۷ نماینده و سناتور از احزاب مختلف سیاسی رومانی پیشنهاد شد.

## جشن‌ها و رویدادها
طبق قانون تأسیس این تعطیلی، مقامات مرکزی و محلی و همچنین مؤسسات فرهنگی عمومی مجاز به برگزاری رویدادهای هنری، فرهنگی و علمی در روز اولتنیا هستند. شرکت تلویزیون رومانی و شرکت رادیو و تلویزیون رومانی نیز ممکن است برنامه‌هایی مرتبط با این روز پخش کنند. این روز نماد غرور مردم اولتنیا است و در شهرهایی مانند کرایووا و ترگو ژی جشن گرفته می‌شود.